# 加特卡河
加特卡河（烏克蘭語：Гатка），是東歐的河流，屬於什克洛河的右支流，流經波蘭喀爾巴阡山省和烏克蘭利沃夫州，河道全長11公里，流域面積39.9平方公里。